# Callopterus
Callopterus es un género extinto de peces osteíctios prehistóricos del orden Amiiformes. Este género marino fue descrito científicamente por Thollière en 1854.

## Especies
Clasificación del género Callopterus:
- † Callopterus Thollière 1854
  - † Callopterus agassizi
  - † Callopterus armatus
  - † Callopterus insignis